# Pterygoplichthys scrophus
Pterygoplichthys scrophus è un pesce d'acqua dolce appartenente alla famiglia Loricariidae.

## Distribuzione e habitat
Proviene dal Sud America, in particolare dal Perù, dove si trova soprattutto nei bacini di due fiumi, Ucayali e Marañon. Vive soprattutto nelle zone ricche di vegetazione acquatica.

## Descrizione
Presenta un corpo compresso sull'addome, di una colorazione marrone, spesso abbastanza scura e uniforme; ciò lo differenzia da altre specie del suo genere che invece presentano una colorazione a macchie. Le scaglie sono molto evidenti, e somigliano a una corazza; la pinna dorsale è molto alta e dello stesso colore del corpo, la pinna caudale è ampia e a delta. La lunghezza massima registrata è di 27.5 cm.

## Biologia

### Comportamento
È una specie pacifica che talvolta presenta però aggressività intraspecifica.

### Alimentazione
Si nutre soprattutto di alghe.

### Riproduzione
È oviparo e la fecondazione è esterna. Non ci sono cure nei confronti delle uova.

## Acquariofilia
Viene talvolta allevato in acquario.